# Али, Гёц
Гёц Гайдар Али (нем. Götz Haydar Aly; род. 3 мая 1947, Гейдельберг) — немецкий историк и публицист, исследователь национал-социализма. Занимается прежде всего вопросами эвтаназии времён нацистской Германии, экономической политикой рейха и Холокостом.

## Биография
Али является потомком Фридриха Али, военнопленного турецкого происхождения, который с 1686 года служил при дворе прусского короля.
Али окончил народную школу и гимназию, учась в Гейдельберге (1954—1956), Леонберге (1956—1962) и Мюнхене (1962—1967). В 1967—1968 годах он учился в Немецкой школе журналистов (Мюнхен). С 1968 по 1971 годы он изучал историю и политологию в Свободном университете Берлина. Дипломную работу защитил 21 декабря 1971 года.
После университета работал директором приюта в берлинском Шпандау. В 1976 году за приверженность к идеям студенческого движения 1968 года на год был отстранён от должности. 13 июля 1978 года защитил докторскую диссертацию по специальности «политология». С конца 1970-х был одним из основателей и первых сотрудников берлинской газеты Tageszeitung. С 1997 по 2001 год был редактором газеты Berliner Zeitung, сотрудничал также с Frankfurter Allgemeine Zeitung.
В 1994 году габилитировался в Свободном университете Берлина. С 2004 по 2006 год — приглашённый профессор междисциплинарных исследований Холокоста в Институте имени Фрица Бауэра. В 2006 году по предложению федерального президента Германии Хорста Кёлера на пять лет возглавил совет фонда Еврейского музея в Берлине.

## Научная деятельность
Главная тема исследований Али — история Холокоста. Али интересуют не столько идеологические обоснования нацистской политики в этой области, сколько её рациональные причины. Свои соображения он изложил в книге «Идейные предшественники уничтожения» (нем. Vordenker der Vernichtung), написанной в соавторстве с Сузанной Хайм и опубликованной в 1991 году. В книге проанализированы экономические и демографические причины Холокоста. Книга вызвала широкую научную дискуссию, материалы которой опубликованы в издании «Политика истребления» (нем. Vernichtungspolitik, 1991).
Труд Али «Окончательное решение еврейского вопроса» (нем. Endlösung, 1995), в котором были использованы ранее неопубликованные документы, а сам Холокост рассматривался как часть нацистской политики переселения, нашла положительную оценку научных кругов, в частности таких историков как Ханс Моммзен и Рауль Хильберг. В 2005 году Али издал новую книгу «Народное государство Гитлера» («Hitlers Volksstaat»), которая была воспринята неоднозначно. Али на основе статистических данных нацистской Германии доказывал в этой работе, что Холокост был в первую очередь массовым убийством с целью ограбления. На ограблении немецких и австрийских евреев нажились все слои немецкого общества. По его мнению, грабительское присвоение чужой собственности — начиная с заводов и фирм и кончая обычным домашним скарбом — это был один из основных мотивов поддержки широкими народными массами тоталитарно-террористического режима НСДАП.
С 2007 года Али был одним из издателей 16-томного корпуса источников о преследовании евреев в Германии во время нацистской диктатуры. В издание входят как частные показания, так и официальные государственные и партийные документы. Издание финансируется Немецким научным сообществом. С 2010 года Али отошёл от этого проекта.
Неоднозначно были восприняты заявления Али о том, что Махатма Ганди был другом нацистской Германии. Во время пресс-конференции в связи с дискуссионной выставкой «Третий мир во время Второй мировой войны» (нем. Die Dritte Welt im Zweiten Weltkrieg) Али заявил о попытке организаторов выставки обойти тему сотрудничества с нацизмом в контексте третьего мира. Кроме того, Али приравнял изнасилования немецких женщин советскими солдатами к подобным эксцессам британских и французских оккупационных войск в Юго-Западной Германии. Против этого заявления Али выступил представитель британских ветеранов Деннис Гудвин в газете «Дейли Телеграф».

## Научные труды
- Europa gegen die Juden 1880—1945. Frankfurt am Main: S. Fischer Verlag, 2017.
- «Unser Kampf. 1968 — ein irritierter Blick zurück», 2008, ISBN 978-3-10-000421-5 (Интервью. Архивировано 24 сентября 2016 года.)
- «Die Verfolgung und Ermordung der europäischen Juden durch das nationalsozialistische Deutschland 1933—1945, Bd. 1: Deutsches Reich 1933—1937», Hrsg.: Götz Aly, Wolf Gruner, Susanne Heim, Ulrich Herbert, Hans Dieter Kreikamp, Horst Möller, Dieter Pohl, Hartmut Weber; Oldenbourg Verlag, München 2007, 811 S., Gebunden, ISBN 3-486-58480-4, Рецензия (нем.). Архивировано 8 сентября 2011 года.
- Mit Michael Sontheimer: «Fromms — Wie der jüdische Kondomfabrikant Julius F. unter die deutschen Räuber fiel.» S. Fischer Verlag, Frankfurt/M. 2007, 220 S., ISBN 3-10-000422-1
- Als Hrsg.: «Volkes Stimme. Skepsis und Führervertrauen im Nationalsozialismus». Fischer TB Verlag, Frankfurt a. M. 2006; 224 Seiten, ISBN 3-596-16881-3[9]
- «Hitlers Volksstaat. Raub, Rassenkrieg und nationaler Sozialismus», 2005, ISBN 3-89331-607-8 (Bundeszentrale für Politische Bildung), ISBN 3-10-000420-5 (Fischer)
- «Im Tunnel. Das kurze Leben der Marion Samuel 1931—1943», 2004, ISBN 3-596-16364-1
- Mit Christian Gerlach: «Das letzte Kapitel. Der Mord an den ungarischen Juden», 2004, ISBN 3-596-15772-2 (Рецензия. Архивировано 13 октября 2007 года.)
- «Rasse und Klasse. Nachforschungen zum deutschen Wesen», 2003, ISBN 3-10-000419-1
- «Macht, Geist, Wahn. Kontinuitäten deutschen Denkens», 1999 (сначала 1997), ISBN 3-596-13991-0
- «„Endlösung“. Völkerverschiebung und der Mord an den europäischen Juden», 1999 (сначала 1995), ISBN 3-596-50231-4
- Mit Susanne Heim: «Das Zentrale Staatsarchiv in Moskau („Sonderarchiv“). Rekonstruktion und Bestandsverzeichnis verschollen geglaubten Schriftguts aus der NS-Zeit», Düsseldorf 1992
- «Demontage…: Revolutionärer oder restaurativer Bildersturm?», 1992, ISBN 3-87956-183-4
- Mit Susanne Heim: «Vordenker der Vernichtung. Auschwitz und die deutschen Pläne für eine neue europäische Ordnung», 2004 (сначала 1991), ISBN 3-596-11268-0
- Mit Monika Aly, Morlind Tumler: «Kopfkorrektur oder Der Zwang gesund zu sein», 1991, ISBN 3-88022-063-8
- «Aktion T4 1939—1945. Die „Euthanasie“-Zentrale in der Tiergartenstraße 4», 1989, ISBN 3-926175-66-4
- Mit Peter Chroust und Hans-Dieter Heilmann «Biedermann und Schreibtischtäter. Materialien zur deutschen Täter — Biographie», 1987, ISBN 3-88022-953-8
- Mit Karl Heinz Roth: «Die restlose Erfassung. Volkszählen, Identifizieren, Aussondern im Nationalsozialismus», 2000 (сперва 1984), ISBN 3-596-14767-0

## Издания на русском языке
- Али Г. Наша борьба : 1968 год: оглядываясь с недоумением / пер. с нем. Н. Ставрогиной и М. Голубовской под ред. М. Гринберга. — М.: Мысль, 2018. — 269 с. — ISBN 978-5-244-01195-1.
- Али Г. Народное государства Гитлера : грабеж, расовая война и национал-социализм / пер. с нем. О. Шилова; авт. пред. и науч. ред. Е. Яковлев. — СПб.: Питер, 2025. — 479 с. — (Современная история массового насилия). — ISBN 978-5-00116-863-8.